# 何塞·帕特里西奥·古贾里
何塞·帕特里西奥·古贾里（西班牙語：José Patricio Guggiari，1884年3月17日—1957年10月30日）是巴拉圭政治人物，生於亞松森。曾於1928年至1932年擔任巴拉圭總統。